# Équeurdreville-Hainneville
Équeurdreville-Hainneville település Franciaországban, Manche megyében. Lakosainak száma 16 392 fő (2018. január 1.). Équeurdreville-Hainneville Cherbourg-Octeville, Flottemanville-Hague, Nouainville, Querqueville, Tonneville és Cherbourg-en-Cotentin községekkel határos.

## Népesség
A település népességének változása:
| Lakosok száma | 11 742 | 12 145 | 12 647 | 13 332 | 18 256 | 17 435 | 17 175 | 16 992 | 16 615 | 16 392 |
|               | 1962   | 1968   | 1975   | 1982   | 1990   | 2008   | 2013   | 2015   | 2017   | 2018   |